# Augrenette
Augrenette is een Belgisch bier van hoge gisting.
Het bier wordt gebrouwen in Brasserie Augrenoise te Casteau, een deelgemeente van Soignies. Het is een blond troebel bier met een alcoholpercentage van 4,5%.